# Brassiella penicillifer
Brassiella penicillifer är en kvalsterart som beskrevs av Hammer 1973. Brassiella penicillifer ingår i släktet Brassiella och familjen Caloppiidae. Inga underarter finns listade.